# Cantó de Dompaire
El cantó de Dompaire és un cantó francès del departament dels Vosges, situat al districte d'Épinal. Té 30 municipis i el cap és Dompaire.

## Municipis
- Les Ableuvenettes
- Ahéville
- Bainville-aux-Saules
- Bazegney
- Begnécourt
- Bettegney-Saint-Brice
- Bocquegney
- Bouxières-aux-Bois
- Bouzemont
- Circourt
- Damas-et-Bettegney
- Derbamont
- Dompaire
- Gelvécourt-et-Adompt
- Gorhey
- Gugney-aux-Aulx
- Hagécourt
- Harol
- Hennecourt
- Jorxey
- Légéville-et-Bonfays
- Madegney
- Madonne-et-Lamerey
- Maroncourt
- Racécourt
- Regney
- Saint-Vallier
- Vaubexy
- Velotte-et-Tatignécourt
- Ville-sur-Illon

## Història
| Data d'elecció                           | Identitat           | Partit           | Qualitat |
| ---------------------------------------- | ------------------- | ---------------- | -------- |
| 1945-1949                                | M. Lobstein         | RI               |          |
| 1949-1955                                | Charles Gunthmuller | RPF, després RS  |          |
| 1955-1967                                | Pierre Lacroix      | Divers droite    |          |
| 1967-1973                                | M. Lhuillier        | Divers droite    |          |
| 1973-197.                                | M. Ferry            | Divers droite    |          |
| 197.-1998                                | Guy Jeanroy         | RPR              |          |
| 1998-2011                                | François Bazard     | RPR, després UMP |          |
| 2011-                                    | Gérard Marulier     | Divers droite    |          |
| les dades anteriors no són pas conegudes |                     |                  |          |
|                                          |                     |                  |          |

## Demografia
| A partir de 1990: Població sense dobles comptes |